# Betrayal at House on the Hill
Betrayal at House on the Hill ist ein von Avalon Hill verlegtes Brettspiel. Die Spieler beginnen als eine Gruppe verbündeter Abenteurer, die in einem Spukhaus gefangen sind und anfangen, die nach dem Zufallsprinzip angelegten Räume des gefährlichen Anwesens zu erkunden. Dabei sind sie allerlei gruseligen Ereignissen ausgesetzt und entdecken mysteriöse Gegenstände. Jede Spielfigur hat vier verschiedene Attribute, die sich durch Ereignisse im Spiel verändern können. Während des Spiels verdichten sich durch sogenannte Omen die Hinweise, dass einer der Spieler ein Verräter ist.
An einem bestimmten Punkt des Spiels wird der Verräter enttarnt, und das Spiel kommt in eine neue Phase, den so genannten Spuk. Der Verräter und die restlichen Abenteurer, jetzt Helden genannt, bekommen unterschiedliche Aufgaben, die durch einen Entscheidungsalgorithmus aus fünfzig unterschiedlichen Szenarien ausgewählt werden. Ziel der Helden ist es dabei zumeist, den Plan des Verräters zu vereiteln, während der Verräter meistens alle Helden töten muss oder ein definiertes Ziel erreichen muss. In manchen Szenarien hingegen gibt es keinen Verräter, oder dieser bleibt verdeckt bis zum Ende des Spiels. Die genauen Aufgaben sind in der jeweiligen Mission für beide Seiten beschrieben, wobei die jeweilige Gegenseite die Aufgabe ihres Gegners nur teilweise kennt.
Jedes Szenario bietet einen anderen Hintergrund wie beispielsweise einen Überfall von Zombies, Frankensteins Monster, eine Invasion von Außerirdischen, ein sich öffnendes Tor zur Hölle oder einen bösen Kult, und sie unterscheiden sich in den Spielmechanismen teils stark.
Betrayal at House on the Hill gewann 2004 den Gamers Choice Award als bestes Brettspiel.
Das Spiel wurde anfangs nur auf Englisch veröffentlicht. Die erste Ausgabe ist vergriffen; eine zweite erschien im Oktober 2010.
Im Oktober 2016 erschien die erste Erweiterung Betrayal at House on the Hill: Widow’s Walk. Sie enthält das Dachgeschoss, neue Marker, Items, Events und Omen sowie 50 weitere Spuks. Im Oktober 2019 erscheint das Spiel erstmals in deutscher Sprache. Den Vertrieb übernimmt dabei Asmodee Deutschland.